# Heteroponera brounii
Heteroponera brounii är en myrart som först beskrevs av Auguste-Henri Forel 1892.  Heteroponera brounii ingår i släktet Heteroponera och familjen myror. Inga underarter finns listade i Catalogue of Life.

## Bildgalleri

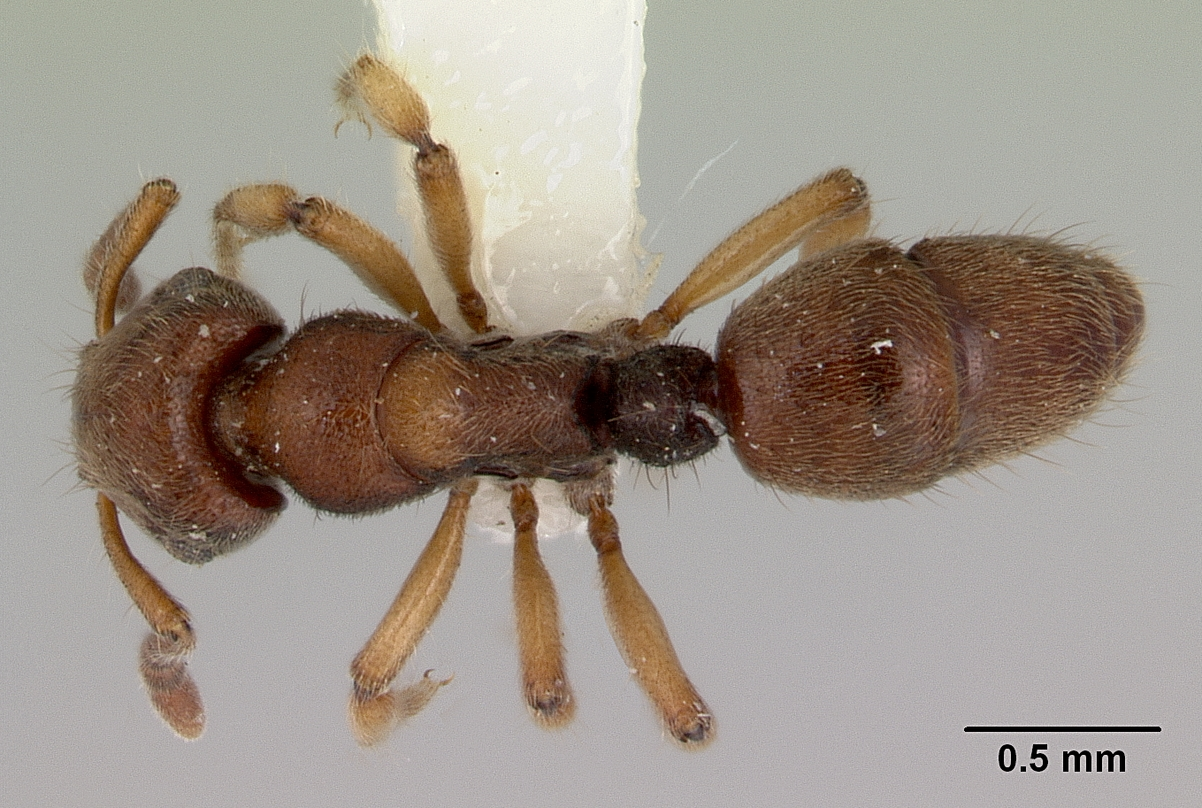
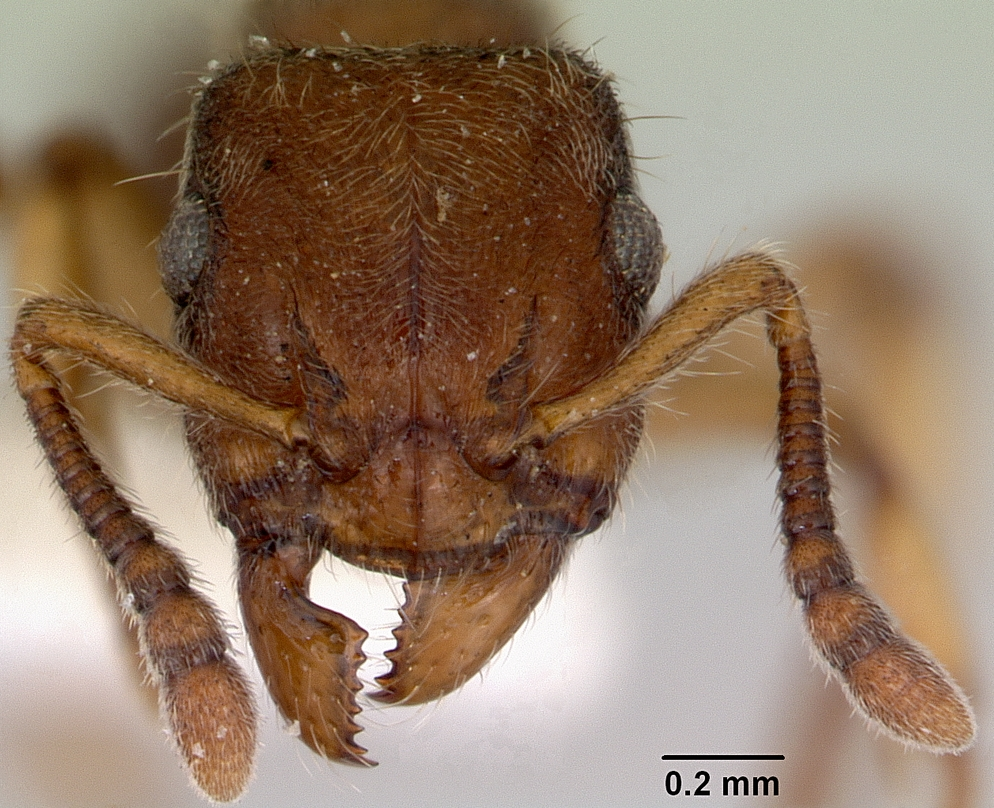
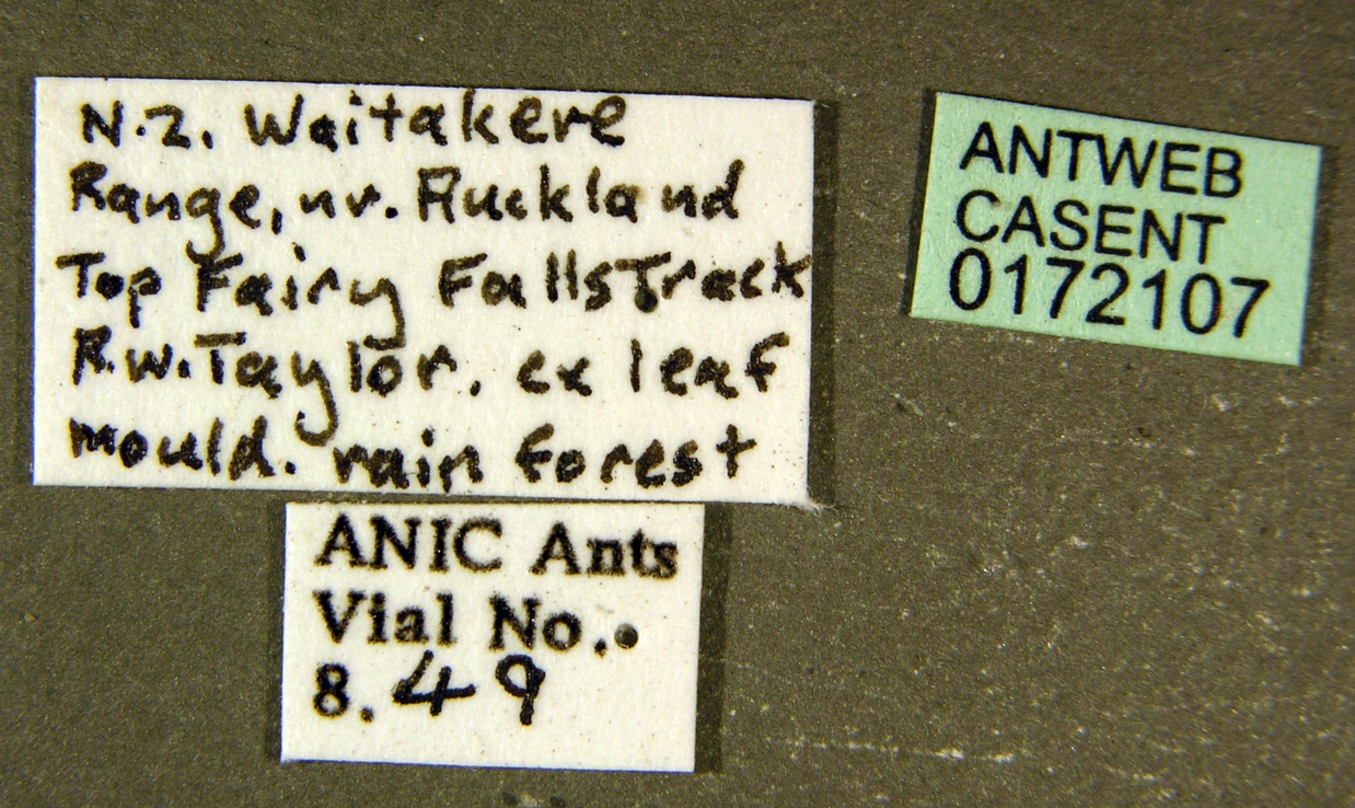
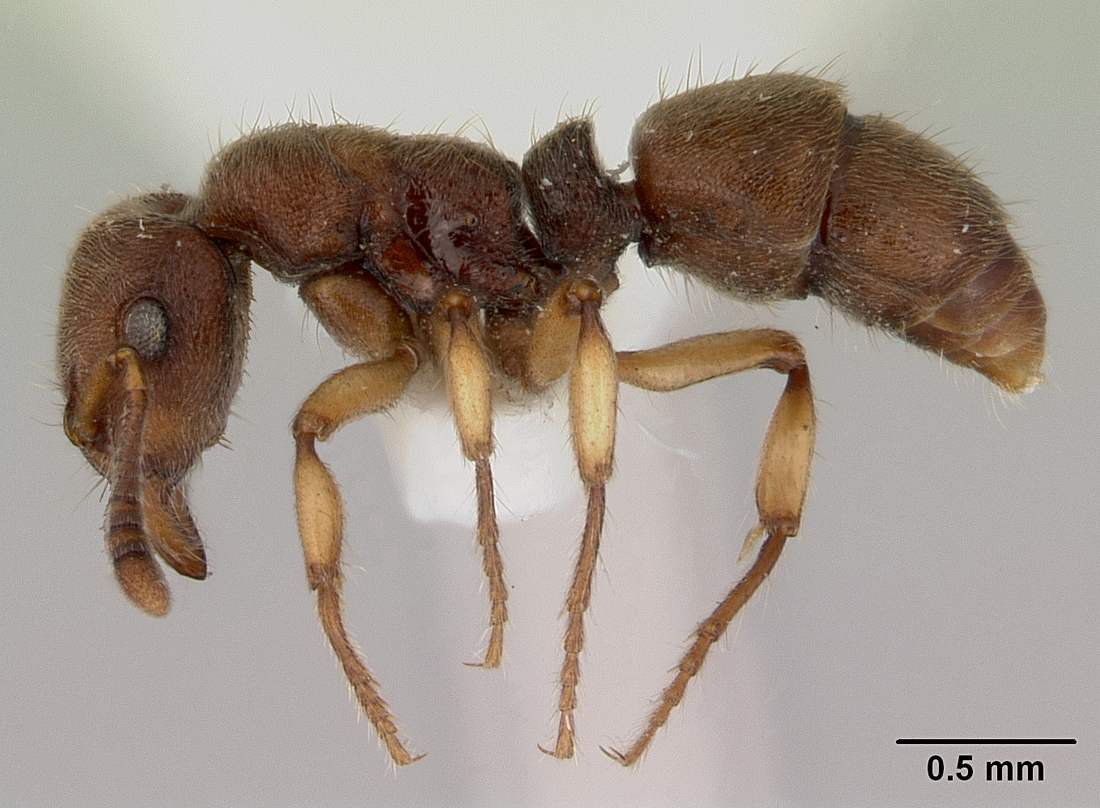
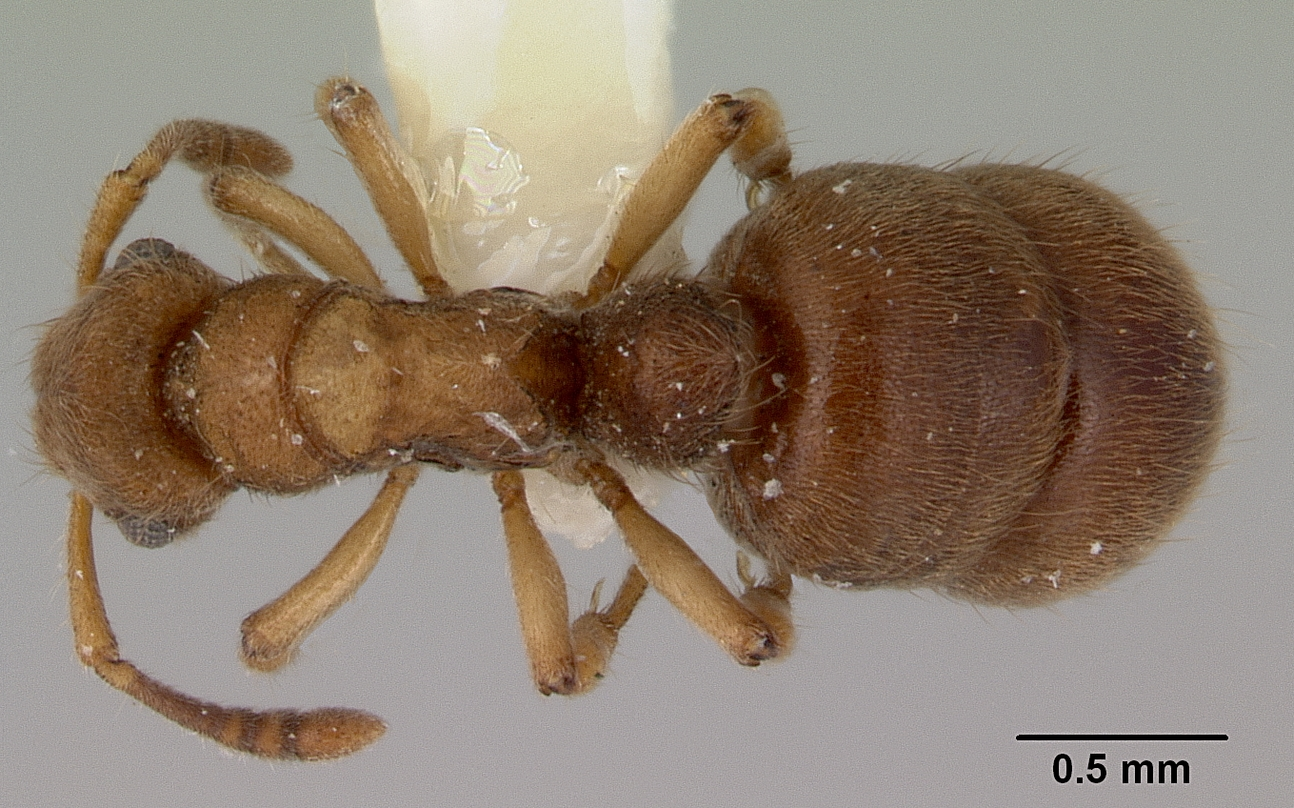
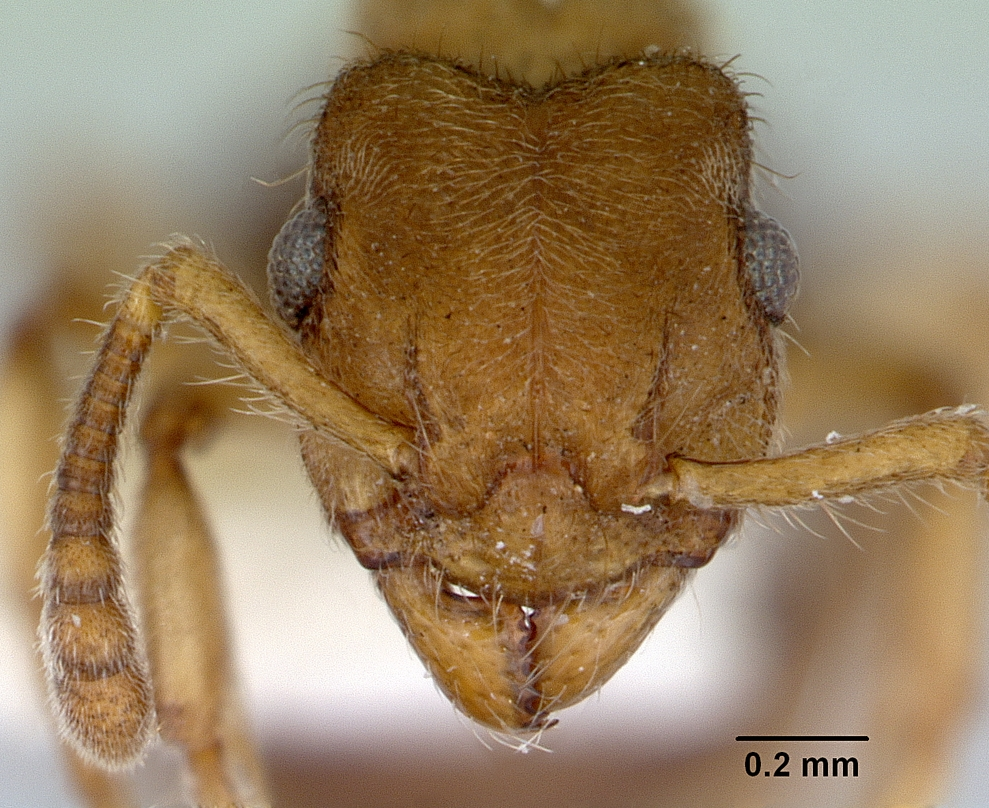